# Santiaguito
Santiaguito es una localidad del estado mexicano de Jalisco. Es parte del municipio de Amatitán.

## Toponimia
El nombre «Santiaguito» hace referencia al santo patrono de la localidad: Santiago el Menor.

## Demografía
| Gráfica de evolución demográfica |
|                                  |

| Censo | Población |
| ----- | --------- |
| 1900  | 212       |
| 1910  | 261       |
| 1921  | —         |
| 1930  | 222       |
| 1940  | 264       |
| 1950  | 328       |
| 1960  | 500       |
| 1970  | 624       |
| 1980  | 676       |
| 1990  | 938       |
| 2000  | 1 065     |
| 2010  | 1 321     |
| 2020  | 1 545     |